# Conus purpurascens
Espèce
Statut de conservation UICN

 LC  : Préoccupation mineure
L'espèce Conus purpurascens est un mollusque gastéropode marin venimeux appartenant à la famille des Conidae.

## Répartition
côtes ouest des Amériques et eaux du Pacifique, notamment en Nouvelle-Calédonie.

## Description
- Longueur : 6 cm.

## Divers
- Dans le film Le Monde perdu : Jurassic Park (1997), Eddie Carr (Richard Schiff) mentionne le venin du Conus purpurascens lorsqu'il monte son "fusil à air comprimé Lindstradt" avant l'arrivée sur Isla Sorna[réf. souhaitée]. Dans le roman éponyme, c'est Thorne qui le mentionne à Malcolm.